# 窗口公司
窗口公司，又称窗口企业，狭义上的窗口公司是指中国内地省、自治区、直辖市人民政府或中央部门直接出资在港澳地区注册成立的、对本地区本部门或本行业驻港澳企业行使行政管理职能的经济实体。广义上的窗口公司则包括政府机构或大型企业设立的专门从事对外贸易的子公司。2003年，中国商务部发文取消“窗口公司”称谓。今后内地政府及部门不得直接出资到港澳地区设立中资企业。

## 历史
在改革开放之前，中国内地实行计划经济体制，由中共中央直属的香港中资机构作为窗口公司，主要从事境内外贸易的代理和中转业务。如华润公司是内地在港澳和东南亚的贸易总代理，中国银行（香港）则以资金融通配合和支持，招商局承担境内轮船海运的代理中转业务，香港中旅则是华人华侨来往内地等业务的接待机构以及铁路货运总代理。改革开放后，随外贸体制放权，中国内地各部委、各省市纷纷在香港直接设立窗口公司，用于进出口贸易、招商引资、内外联络与接待，利用香港作为国际金融、贸易中心引进境外资金、技术设备和管理经验。随着内地越来越多生产企业拥有进出口经营权，窗口公司的竞争也日趋白热化，1991年10月，国务院港澳办公室、经贸部发文，要求各省市和中央各部门整顿驻港澳中资机构，各主管部门仅保留一个机构作为窗口公司。以各级内地政府为背景的窗口公司，逐渐在香港的银行获得了一种“窗口信用”，既不需要抵押担保，也不需要资信财务审查，仅凭政府背景或者政府出具的承诺函、安慰函，就可获得大量银行贷款。在亚洲金融风暴下，一些盲目扩张的窗口公司如广东国际信托投资公司出现偿债困难，选择破产重组。2003年11月1日，中国商务部发文取消 “窗口公司”称谓。今后内地政府及部门不得直接出资到港澳地区设立中资企业。各地方政府与原“窗口公司”脱钩。对其中可继续经营的，应为其构筑内地投资母体，实施现代公司治理；对无法继续经营的，予以撤销。

## 窗口企业列表
- 中国大连国际合作（集团）股份有限公司：大连市人民政府窗口企业
- 豫港集团有限公司：河南省人民政府窗口企业
- 津联集团：天津市人民政府在港窗口企业
- 華潤集團：原为中国对外贸易部在港窗口企业，现为央企。
- 廣東粵海控股：广东省人民政府窗口企业
- 越秀企業 (集團)：廣州市政府在香港成立的窗口企業
- 羊城集團：廣州市政府在澳門成立的窗口企業
- 上實集團：上海市国有资产监督管理委员会在香港的窗口企业
- 保利集团：原为解放军装备进出口的窗口公司“保利科技有限公司”